# Live from the Montreal International Jazz Festival
 (mai 2023).
Si vous disposez d'ouvrages ou d'articles de référence ou si vous connaissez des sites web de qualité traitant du thème abordé ici, merci de compléter l'article en donnant les références utiles à sa vérifiabilité et en les liant à la section « Notes et références ».
Albums de Ben Harper
White Lies for Dark Times Give It 'Till It's Gone
Live from the Montréal International Jazz Festival est un album et DVD live de Ben Harper et des Relentless7. Il est sorti le 8 mars 2010 et c'est le second album d'Harper en collaboration avec les Relentless7. Enregistré à Montréal en clôture de la trentième édition du Festival international de jazz de Montréal, le concert s'est déroulé devant plusieurs dizaines de milliers de personnes. Harper a déclaré à la suite du concert que c'était « un moment fort de ma carrière musicale, l'un des publics le plus nombreux devant lequel j'ai pu jouer »

## Contexte
L'édition 2009 du Festival international de jazz de Montréal se devait d'être particulière afin de célébrer son trentième anniversaire. C'est pourquoi les présidents du festival ont choisi en ouverture Stevie Wonder, et en clôture Ben Harper And Relentless7. Spécialement pour cet anniversaire a été construite la Place des festivals, un lieu unique pouvant accueillir une foule importante lors de grands événements. C'est sur cette même place que se sont déroulés les deux concerts.

Le trentième anniversaire du festival se déroula dans une ambiance très particulière à la suite de la mort de Michael Jackson quelques jours plus tôt le 25 juin 2009. C'est un concert en forme d'hommage que Stevie Wonder a donné le 30 juin 2009 devant une foule complètement acquise.

C'est donc le 12 juillet 2009 que Ben Harper et les Relentless7 se sont présentés Place des Festivals, en clôture d'une édition qui a vu passer des artistes tels Jeff Beck ou Joe Cocker. Ayant débuté au Festival en 1996 et devenu grand ami d'André Ménard, vice-président du Festival qu'il remercia vivement pendant le concert, l'artiste n'avait plus à prouver sa légitimité après un concert que la presse et lui-même ont qualifié comme un grand moment musical,,. Un concert qui méritait bien une sortie en CD et DVD.

## Titres

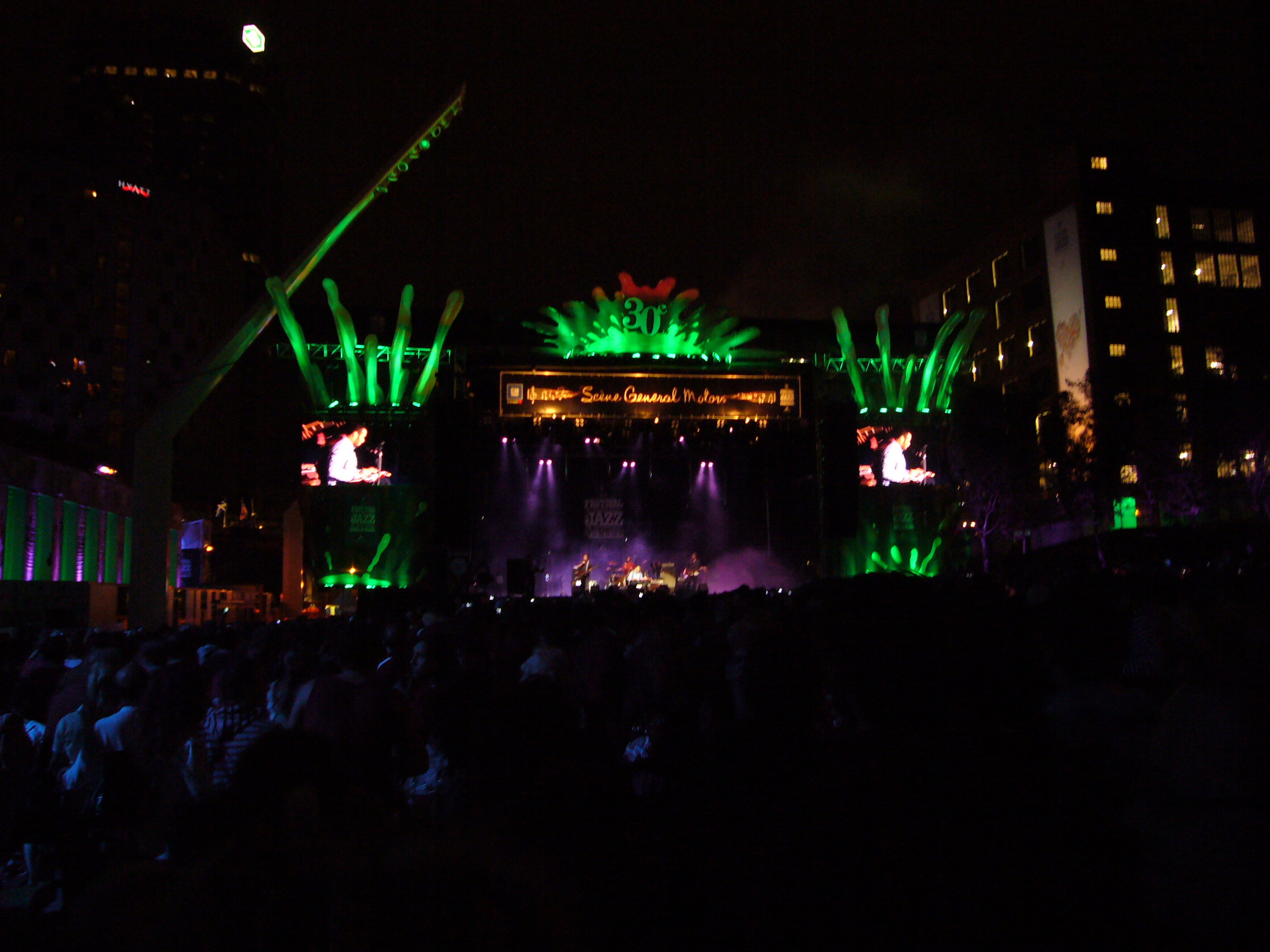
Photographie de la scène prise depuis la Place des Festivals pendant le concert.

1) Faster Slower Disappear Come Around

2) Number With No Name

3) Shimmer & Shine

4) Lay There & Hate Me

5) Why Must You Always Dress In Black

6) Red House

7) Another Lonely Day

8) Skin Thin (DVD seulement)

9) Fly One Time (DVD seulement)

10) Keep It Together (So I Can Fall Apart)

11) Boots Like These

12) Under Pressure

13) Up To You Now

14) Faithfully Remain

15) Serve Your Soul
Titres 1 et 11 écrits par B. Harper, J. Mozersky, J. Ingalls et J. Richardson

Titres 2, 9, 13 et 14 écrits par B. Harper et J. Mozersky

Titres 3, 5, 7, 8, 10 et 15 écrits par B. Harper

Titre 4 écrit par B. Harper et J. Ingalls

Titre 6 écrit par J. Hendrix

Titre 12 écrit par D. Bowie, J. Deacon, B. May, R. Taylor et F. Mercury